# Osmia bicornis
Osmia bicornis (неактивни синоним Osmia rufa) је врста инсекта из реда опнокрилаца - Hymenoptera и породице Megachilidae.

## Распрострањеност
Osmia bicornis је врста солитарне пчеле која насељава Африку, Азију и Европу. У Србије је присутна. Насељава различита станишта, а често се може видети и у баштама и парковима. Гнезда праве у шупљинама у дрвету или тлу.

## Опис
Оба пола су подједнаке величине између 8-12мм. Оба пола су прекривена густим црвенкастим длачицама, мужјак са белим чуперцима на глави, док је глава женке црне боје. Osmia bicornis је активна од раног пролећа, мужјак се први појављује када време постане топлије у марту, а женка се појављује касније. Као и све пчеле храни се поленом. Поред цвећа ова пчела се храни поленом и многих врста жбунастих и дрвенастих биљака (јабуке, крушке, малине...). Гнезда ове врсте нападају много клеропаразити: Chrysis ignita (Chrysididae), Sapyga quinquepunctata, Stelis phaeoptera, Monodontomerus dentipes, M. obscurus.

## Синоними
- Apis agino Harris, 1776
- Apis bicornis Linnaeus, 1758
- Apis cornigera Rossi, 1790
- Apis farfarisequa Scopoli, 1763
- Apis fronticornis Panzer, 1799
- Apis globosa Scopoli, 1763
- Apis hemisphaerica Schrank, 1781
- Apis rufa Linnaeus, 1758
- Apis rufipes Christ, 1791
- Apis strenuus Harris, 1776
- Osmia bicornis subsp. cornigera (Rossi, 1780)
- Osmia bicornis subsp. rufa (Linnaeus, 1758)
- Osmia fracticornis Pérez, 1895
- Osmia hedera Smith, 1844
- Osmia rufa (Linnaeus, 1758)
- Osmia rufa subsp. borealis Ducke, 1899
- Osmia rufa subsp. cornigera (Rossi, 1790)
- Osmia rufa subsp. fracticornis Pérez, 1895

## Подврсте
Osmia bicornis subsp. globosa (Scopoli, 1763)
Osmia bicornis subsp. bicornis
Osmia bicornis subsp. fracticornis Pérez, 1895